# Walter Buschhoff
Walter Buschhoff est un acteur allemand, né le 8 juillet 1923 à Worms en Allemagne, mort le 7 décembre 2010.

## Biographie
Walter Buschhoff n'est pas un inconnu quand il est engagé pour devenir le Docteur dans Les Nouvelles Aventures de Vidocq en 1971. Sa carrière outre-Rhin est plutôt prospère depuis ses débuts en 1956. En 1969, il a obtenu l'équivalent allemand du César du meilleur acteur, pour son interprétation dans Scarabea - Wieviel Erde braucht der Mensch ?. Après Vidocq, il tournera de plus en plus pour la télévision des deux côtés du Rhin.

## Filmographie
- 1956 : IA in Oberbayern de Hans Albin : Dr v. Spörling
- 1961 : Le Miracle du père Malachias (Das Wunder des Malachias) de Bernhard Wicki
- 1965 : Belles d'un soir (Das Liebeskarussell) de Rolf Thiele
- 1969 : Scarabea - Wieviel Erde braucht der Mensch ? de Hans-Jürgen Syberberg
- 1971 : Les Nouvelles Aventures de Vidocq : Le Docteur
- 1978 : Ein Mann will nach oben (TV) : Vater Busch
- 1980 : Les Mystères de Paris d'André Michel : Le Grand Duc
- 1982 : Toutes griffes dehors (TV) : M. Azam
- 1984 : Dans la tourmente (Goldene Zeiten - Bittere Zeiten) (TV) : Rodeweil
- 1994 : Der Havelkaiser (TV)